# Duftpelargonie

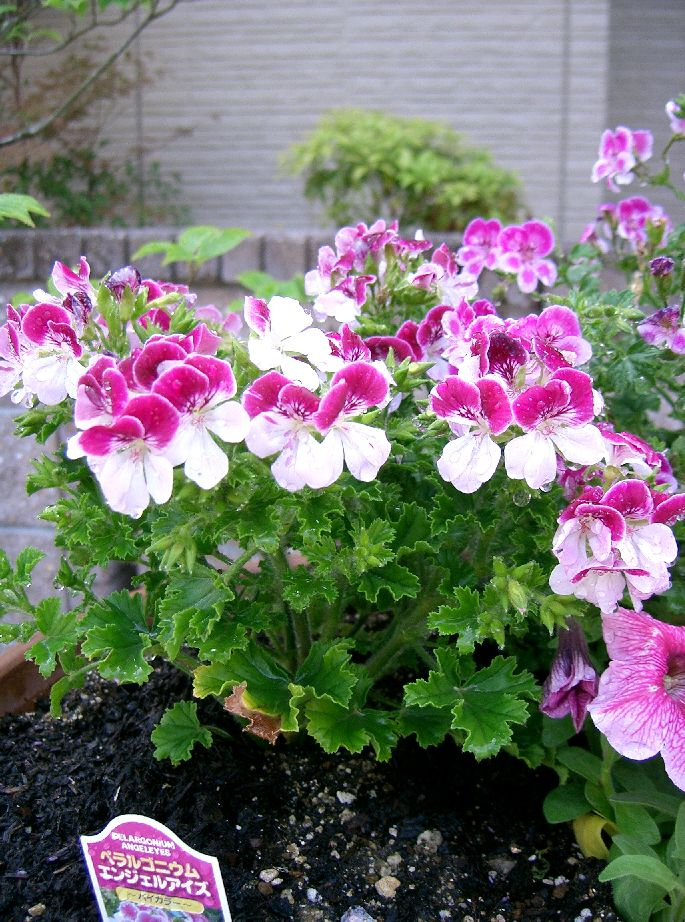
Pelargonium crispum

Zu den Duftpelargonien gehören eine ganze Reihe von Arten und Sorten aus der Gattung der Pelargonien, die sich alle dadurch auszeichnen, dass sie (zum Teil erst nach vorsichtigem Reiben der Blätter) einen intensiven Duft nach Minze, Rosen, Zitronen oder Gewürzen ausströmen. Alle Duftpelargonien gehören in die Untergattung Pelargonium, Sektion Pelargonium der Gattung. Die Wildarten kommen überwiegend in einem kleinen Gebiet mit Winterregen nahe des Kaps in Südafrika vor. Seit über 200 Jahren werden in Europa und Nordamerika Kultivare gezüchtet, die überwiegend auf Hybride zwischen den echten Arten zurückgehen. Jedes Jahr werden dabei neue Sorten gezüchtet und angeboten. Gärtnerisch werden sie auch als Duftgeranien bezeichnet.

## Arten (Auswahl)
Die im Pflanzenhandel erhältlichen Duftpelargonien gehören fast alle in die Untergattung und Sektion Pelargonium der Gattung. Die südafrikanischen Wildarten dieser Sektion wurden zuletzt durch den südafrikanischen Botaniker Johannes Jacobus Adriaan van der Walt revidiert. Die Monophylie wurde 2014 bestätigt. Die Duftpelargonien bilden darin aber selbst kein Taxon oder eine natürliche Einheit. Insbesondere bei älteren Namen und lange kultivierten Linien, die teilweise Mehrfachybride sein können, ist es fast unmöglich, die beteiligten botanischen Arten sicher anzugeben. Als Wildpflanzen sind Duftpelargonien unten verholzende Halbsträucher. Eine Reihe von Arten verwildert gelegentlich im Mittelmeergebiet.
- Pelargonium capitatum (L.) L'Hérit. in Ait. Rosa bis purpurn blühend, Rosenduft.
- Pelargonium citronellum J.J.A.van der Walt. Erst 1983 neu beschriebene Art.[6] purpurrosa blühend. Zitronenduft.
- Pelargonium crispum (Berg.) L ’Hérit. in Ait. Orangenpelargonie, Zitronengeranie, Zitronenpelargonie. Vielgestaltig, von weiß über rosa bis purpurn blühend. Zitronenduft. Auch als Gewürzpflanze verwendet.
- Pelargonium cucullatum (L.) L ’Hérít. in Ait. rosa-purpurn blühend (selten weiß).
- Pelargonium denticulatum Jacq. kleinblütig, rosa-purpurn.
- Pelargonium graveolens L ’Hérit. in Ait. weiß bis rosa blühend. Rosenduft, Kultivare auch mit Minzduft.
- Pelargonium quercifolium (L .f.) L'Herit. in Ait. rosa bis purpurn blühend.
- Pelargonium tomentosum Jacq. Weiß blühend, Pfefferminzduft, Kultivare auch mit Schokoladenduft.

In die Sektion Reniformia, Untergattung Parvulipetala gehört:
- Pelargonium odoratissimum (L.)L ’Hérit. mit Geruch nach Äpfeln.

In die Sektion Ciconium Untergattung Paucisignata (früher Sektion Dibrachya) gehört:
- Pelargonium peltatum (L.) L'Herit. Wichtige Zierpflanze (inkl. Kultivare), aber wenig duftend.

## Geraniumöl
Aus Kultivaren der Arten Pelargonium graveolens, Pelargonium capitatum und Pelargonium radula wird das sogenannte Geraniumöl gewonnen. Geraniumöl ist eine komplexe Mischung aus über 120 Monoterpenen und Sesquiterpenen, insbesondere Citronellol, Geraniol und Linalol. Die Substanz mit intensivem Rosenduft wird in der Parfümherstellung verwendet.

## Verwendung in der Küche
Die Blätter der Apfelduftpelargonie werden wegen ihres Apfel-Cidre ähnlichen Aromas für Parfüme und als Gewürz, besonders für Süßspeisen verwendet und dürfen laut RICHTLINIE 2001/113/EG DES RATES vom 20. Dezember 2001 über Konfitüren, Gelees, Marmeladen und Maronenkrem für die menschliche Ernährung der EU der Konfitüre, Konfitüre extra, Gelee, oder Gelee extra aus Quitten beigesetzt werden.